# Sénateurs de l'arrondissement Charleroi-Thuin
 (août 2017).
Si vous disposez d'ouvrages ou d'articles de référence ou si vous connaissez des sites web de qualité traitant du thème abordé ici, merci de compléter l'article en donnant les références utiles à sa vérifiabilité et en les liant à la section « Notes et références ».
L’arrondissement de Charleroi-Thuin pour le Sénat a été instauré pour les élections législatives du 27 mai 1900 et est resté d’application jusqu’à la réforme des circonscriptions électorales du Sénat votée en 1993. 
Cet arrondissement a été utilisé pour l’élection de la chambre des représentants lors des élections législatives de 1995 et 1999.
La date reprise pour le début du mandat est celle de la prestation de serment et non pas celle de l’élection.

## Sénateurs de l’arrondissement de Charleroi-Thuin (1900-1995)
| Nom                          |  | Parti                                                  | durée du mandat                                                        |
| Fernand Antoine              |  | PSC                                                    | 31 octobre 1985- 24 novembre 1991                                      |
| Jules Audent                 |  | libéral doctrinaire                                    | 4 juillet 1900 – 24 mai 1908                                           |
| André Baudson                |  | PS                                                     | 16 décembre 1991 - 21 mai 1995                                         |
| Louis Bernard                |  | POB puis PSB                                           | 25 juin 1936 - 26 juin 1949                                            |
| André Boland                 |  | Rassemblement Wallon puis indépendant à partir de 1973 | 25 novembre 1971 – 10 mars 1974                                        |
| Maurice Bologne              |  | Rassemblement Wallon                                   | 29 avril 1968 – 10 mars 1974                                           |
| René Borremans               |  | PS                                                     | 31 octobre 1985 – 21 mai 1995                                          |
| Louis Bourguignon            |  | Parti communiste de Belgique                           | 25 juin 1936 – 2 avril 1939                                            |
| Élie Braconnier              |  | POB                                                    | 22 décembre 1932 – 29 mars 1936                                        |
| André Bricout                |  | PLP                                                    | 12 novembre 1968 – 7 novembre 1971                                     |
| Alfred Califice              |  | PSC                                                    | 11 janvier 1979 – 13 octobre 1985                                      |
| Émile Cambier                |  | POB                                                    | 8 avril 1936 – 24 mai 1936 et 13 novembre 1951 – 22 avril 1952         |
| Jacques Cerf                 |  | Rassemblement Wallon                                   | 28 mars 1974 - 17 avril 1977 puis 11 janvier 1979 – 8 novembre 1981    |
| Émile Chaudron               |  | POB                                                    | 24 mars 1936 – 24 mai 1936                                             |
| Claudette Coorens            |  | PS                                                     | 27 novembre 1981 – 13 octobre 1985                                     |
| Jean-Baptiste Cornez         |  | PSB                                                    | 6 mai 1952 – 28 mai 1955                                               |
| Georges Croquet              |  | Parti libéral                                          | 29 novembre 1918 – 13 mai 1936                                         |
| Charles Deliège              |  | PSB                                                    | 18 avril 1961 – 2 septembre 1970                                       |
| René Deliège                 |  | PLP                                                    | 10 juin 1965 – 7 novembre 1971                                         |
| Émile Demoulin               |  | POB puis PSB                                           | 16 décembre 1921 – 17 février 1946                                     |
| Charles Derbaix              |  | PSC                                                    | 14 mars 1946- 15 septembre 1960                                        |
| Eugène Derbaix               |  | Parti catholique                                       | 10 juin 1908 – 20 novembre 1921 et 19 novembre 1929 – 27 novembre 1932 |
| René de Dorlodot             |  | Parti catholique puis PSC                              | 16 mai 1928 – 26 juin 1949                                             |
| Maxime Dryon                 |  | parti libéral                                          | 29 novembre 1918 – 5 mars 1921                                         |
| Robert Dussart               |  | Parti communiste de Belgique                           | 5 mai 1977 – 8 novembre 1981                                           |
| Robert Duterne               |  | PSB                                                    | 14 juillet 1949 – 26 mars 1961                                         |
| Etienne Duvieusart           |  | Rassemblement Wallon                                   | 5 mai 1977 – 17 décembre 1978                                          |
| Jean Duvieusart              |  | PSC                                                    | 14 juillet 1949 - 23 mai 1965                                          |
| Félix Février                |  | Parti libéral et Cartel socialiste-libéral             | 4 juillet 1900 – 24 mai 1908                                           |
| Edgard Flandre               |  | ECOLO                                                  | 31 octobre 1985 – 13 décembre 1987                                     |
| Jean Fonteyne                |  | Parti communiste de Belgique                           | 14 mars 1946 - 26 juin 1949                                            |
| Albert François              |  | POB                                                    | 23 mars 1921 - 24 mai 1936                                             |
| Charles Gendebien            |  | PSC                                                    | 18 avril 1961 - 23 mai 1965                                            |
| René George                  |  | Parti libéral                                          | 14 juillet 1949 - 23 mai 1965                                          |
| Lucienne Gillet              |  | PSC                                                    | 11 janvier 1979 - 27 novembre 1981                                     |
| Henri Glineur                |  | Parti communiste de Belgique                           | 14 mars 1946 – 11 avril 1954                                           |
| Léon Guinotte                |  | Parti libéral                                          | 25 juin 1936 - 17 février 1946                                         |
| Gaston Hercot                |  | PSB                                                    | 19 juin 1958 – 17 avril 1977                                           |
| Auguste Houzeau de Lehaie    |  | POB                                                    | 4 juillet 1900 - 20 mai 1922                                           |
| Jacques Hoyaux               |  | PSB puis PS                                            | 5 mai 1977 – 13 octobre 1985                                           |
| Georges Hubert               |  | Parti libéral                                          | 12 juillet 1912 – 20 novembre 1921                                     |
| Franz Janssens               |  | PLP puis PRLW                                          | 25 novembre 1971 – 17 décembre 1978                                    |
| Simone Jortay-Lemaire        |  | ECOLO                                                  | 27 novembre 1981 – 29 septembre 1984                                   |
| Etienne Knoops               |  | Rassemblement Wallon puis PRLW                         | 28 mars 1974 – 17 avril 1977                                           |
| Armand Libioulle             |  | POB                                                    | 23 décembre 1902 – 7 octobre 1925                                      |
| Jacques Ligot                |  | PSB                                                    | 7 juin 1955 – 1er juin 1958                                            |
| Jules Loriaux                |  | Rassemblement Wallon                                   | 25 novembre 1971- 10 mars 1974                                         |
| Marceau Mairesse             |  | PSC                                                    | 16 décembre 1991 - 21 mai 1995                                         |
| Joseph Marlier               |  | PSC                                                    | 5 octobre 1960 – 26 mars 1961                                          |
| Léon Matagne                 |  | POB puis PSB                                           | 10 novembre 1925 - 17 aout 1951                                        |
| Jacqueline Mayence-Goossens  |  | PRL                                                    | 11 janvier 1979 - 21 mai 1995                                          |
| Philippe Maystadt            |  | PSC                                                    | 16 décembre 1991 - 21 mai 1995                                         |
| Jan Meesters                 |  | ECOLO                                                  | 16 décembre 1991 - 21 mai 1995                                         |
| Werner de Mérode (1855-1914) |  | Parti catholique                                       | 4 juillet 1900 – 17 novembre 1914                                      |
| Arthur Meunier               |  | PSB                                                    | 13 octobre 1970 – 7 novembre 1971 et 28 mars 1974 - 17 décembre 1978   |
| Nestor Miserez               |  | PLP                                                    | 10 juin 1965 – 18 aout 1968                                            |
| Émile Mousty                 |  | POB                                                    | 16 décembre 1921 – 17 mars 1936                                        |
| Denise Nélis                 |  | Ecolo                                                  | 5 janvier 1988 – 24 novembre 1991                                      |
| Nestor Pécriaux              |  | PS                                                     | 27 novembre 1981 - 21 mai 1991                                         |
| Edmond Piret-Goblet          |  | libéral doctrinaire                                    | 10 juin 1908 -19 avril 1915                                            |
| André Poffé                  |  | PSB puis PS                                            | 28 mars 1974 – 17 décembre 1978                                        |
| Marceau Remson               |  | PSB                                                    | 14 juillet 1949 – 31 mars 1968                                         |
| Edmond Steurs                |  | Parti libéral                                          | 4 juillet 1900 – 31 octobre 1917                                       |
| Paul de Stexhe               |  | PSC                                                    | 10 juin 1965 - 31 mars 1968 et 25 novembre 1971 - 17 décembre 1978     |
| Fernand Thiébaut             |  | Parti catholique                                       | 29 novembre 1918 – 5 mai 1928                                          |
| Valentin Tincler             |  | Parti communiste de Belgique                           | 18 avril 1939 – 7 aout 1942 décédé à Mathausen                         |
| Théophile Toussaint          |  | PS                                                     | 11 janvier 1979 – 24 novembre 1991                                     |
| André Van Cauwenberghe       |  | PSB                                                    | 18 avril 1961 – 10 mars 1974                                           |
| Joseph Vanderick             |  | POB                                                    | 7 juin 1922 – 27 aout 1927                                             |
| Armand Wasterlain            |  | POB                                                    | 8 novembre 1927– 1er février 1928                                      |
| Florian Wautelet             |  | POB                                                    | 7 février 1928 – 26 mai 1929                                           |
| Edmond Yernaux               |  | POB puis PSB                                           | 25 juin 1936 – 26 juin 1949 et 29 avril 1954 – 26 mars 1961            |